# Дети Биафры (эскадрилья)
Дети Биафры, также Младенцы Биафры — неофициальное название подразделения ВВС Биафры, состоявшего из наёмных лётчиков и этнических игбо.

## Создание
У истоков эскадрильи стоял шведский лётчик Карл Густав фон Розен. Страшные картины войны в Нигерии — убитые дети и женщины, разрушенные города, повсеместный голод — произвели на пилота шоковое впечатление. Фон Розен решил объявить федеральному правительству свою личную войну. Швед обратился к полковнику биафрийских сепаратистов Чуквуэмека Одумегву Оджукву с предложением собрать ударную эскадрилью. В команду фон Розена вошли четыре его соотечественника и трое игбо. Среди иностранцев были как пилоты, так и техники, в том числе Гуннар Хаглунд, Мартин Ланг, Сигвард Торстен Нильсен и Бенгст Вейтц.
По предложению фон Розена биафрийцы решили приобрести нескольких шведских лёгких однодвигательных учебных самолётов Malmö МFI-9В, которые в Африке прозвали «миниконы», оборудованных двумя блоками 68-мм неуправляемых ракет MATRA. Правительство Танзании, поддерживающее сепаратистов, обратилось с просьбой к компании Malmö Flygindustri, получив от фирмы нужные машины. Из Танзании их перегнали во Францию, где местные техники оборудовали самолёты пусковыми установками ракет, заменили электрику, поставили дополнительные баки. Потом технику отправили в Либревиль, а оттуда перегнали на секретный аэродром в буше Габона. Затем ночью они перелетели через море на секретную взлётно-посадочную полосу в Биафре. Позже было закуплено ещё четыре «миникона».

## Деятельность
22 мая 1969 года эскадрилья нанесла свой первый удар, атаковав аэродром в Порт-Харкорте. 24 мая «Дети Биафры» разбомбили Бенин-Сити, 26 мая — Энугу. 28 мая самолёты формирования вывели из строя электростанцию в Угели. 30 мая они совершили налёт на Калабар. Наёмники утверждали, что ими были уничтожены или повреждены не менее 12 самолётов нигерийских ВВС, в том числе два МиГ-17 и три Ил-28. Власти всё отрицали и заявляли о минимальном ущербе.
Накануне последнего рейда сообщения о воздушных операциях «Детей Биафры» появились в международных СМИ. В МИД Швеции немедленно потребовали, чтобы соотечественники вернулись на родину. Фон Розена встретили как национального героя, начавшееся против него расследование было прекращено. Через месяц с ещё одним шведским пилотом он вернулся в «горячую точку», где готовил биафрийских лётчиков, но в боях больше не участвовал, а в эскадрилью набрали местных авиаторов.
В конце лета – начале осени биафрийцам удалось закупить двенадцать учебно-боевых самолётов T-6G «Харвард». Костяком эскадрильи стали наёмники-португальцы Артур Алвис Перейра, Хосе Эдуарде Перальто и Армандо Кро Брас. Ещё один пилот – Гиль Пинто де Сауса – при перелёте в Биафру сбился с курса, сел на территории, контролируемую федеральным правительством, и попал в плен. Эскадрилья совершила множество боевых вылетов, но самолёты быстро выходили из строя, а запчастей не было. На последнем исправном «Харварде» Перейра улетел в Габон, уже после того как по радио объявили о капитуляции Биафры.